# William de Burgh
William de Burgh (c. 1160-invierno de 1205/1206) fue el fundador de la dinastía de Burgh, después llamada Burke o Bourke, en Irlanda. Fue gobernador de Limerick, con vastas propiedades en Leinster y Munster y senescal de Munster (1201-1203). 

## En Irlanda
Llegó a Irlanda en 1185 y estaba estrechamente asociado con el príncipe Juan.
Enrique II de Inglaterra le nombró gobernador de Limerick y le concedió vastas propiedades en Leinster y Munster. Los castillos de De Burgh en Tibberaghny (condado de Kilkenny), Kilsheelan, Ardpatrick y Kilfeacle protegían para el rey Juan las fronteras septentrionales de Waterford y Lismore, mientras que sus castillos en Carrigogunnell y Castleconnell protegían Limerick. Fue senescal de Munster (gobernador real) de 1201 a 1203.

## Alianza
En algún momento en los años 1190, De Burgh se alió con el rey de Thomond —bien Domnall Mór Ua Briain (muerto en 1194) o su hijo Muirchertach—, y en 1193 se casó con una de las hijas de Domnall. Esta alianza probablemente tuvo lugar durante el reinado de Muirchertach, ya que hasta su muerte, Domnall estuvo en guerra con los normandos. Posteriormente no hubo constancia de ninguna otra guerra entre ambos durante el resto de la década. Según los Anales de Inisfallen, en 1201 De Burgh y los hijos de Domnall Mór dirigieron una expedición conjunta a Desmond, matando a Amlaíb Ua Donnabáin entre otros.
Entre 1199 y 1202 De Burgh dirigió campañas militares contra Desmond, con la ayuda de los Ó Briain. Sus éxitos en el oeste y el sur le permitieron conquistar el reino de Connacht, el cual, aunque le había sido otorgado probablemente antes de 1195, nunca había ocupado. Cathal Crobhdearg Ua Conchobair, rey de Connacht, lanzó un exitoso contraataque contra los castillos anglonormandos de Munster, incluyendo el castillo de De Burgh en Castleconnell. La lucha continuada llevó a la pérdida de tres castillos y de propiedades, todo lo cual le fue devuelto eventualmente, salvo por gran parte de Connacht.

## En Connacht
En 1200, Cathal Crobhdearg Ua Conchobair, rey de Connacht, fue a Munster a solicitar ayuda al hijo de Mac Carthy y a William de Burgh, para asegurar su posición, pues afrontaba mucha oposición, principalmente dentro de su propia familia. Esto marca el inicio del interés de De Burgh en la provincia. Al año siguiente De Burgh y Ua Conchobair dirigieron un ejército de Limerick a Tuam y finalmente a Boyle. El rival de Ua Conchobair, Cathal Carragh Ua Conchobair marchó al frente de su ejército para darles batalla, pero fue asesinado en un brutal ataque combinado De Burke y Ua Conchobair tras una semana de continuas escaramuzas entre ambos bandos.
De Burke y Ua Conchobair viajaron entonces a Iar Connacht y permanecieron en Cong para la Pascua. Aquí, De Burke y los hijos de Rory O'Flaherty conspiraron para matar a Ua Conchobair pero el complot fue frustrado, aparentemente por los juramentos sagrados que la familia local de los Coarb los obligaron a hacer. Sin embargo, cuándo De Burgh reclamó pagos para él y su séquito, comenzó una batalla en la que se dice que murieron setecientos de sus seguidores; él, no obstante, consiguió regresar a Limerick. Volvió en 1202 y se vengó de la destrucción de su ejército el año anterior, tomando el título de "lord de Connacht" en 1203.

## Muerte
Falleció en el invierno 1205/1206 y fue enterrado en el priorato agustino de Athassel en la villa de Golden, que había fundado en c. 1200.
Los Anales de los cuatro maestros recuerdan su muerte de la siguiente manera:
«William Burke saqueó Connacht, tanto iglesias como territorios; pero Dios y los santos tomaron venganza en él; porque murió de una enfermedad singular, demasiado vergonzosa para ser descrita».

## Familia

### Antepasados
El autor Clarence Ellis supone que William de Burgh era el primogénito de William de Burgh, cerca de Aylsham, en Norfolk; y de su esposa, Alice. Tuvo tres hermanos: Hubert, conde de Kent, Geoffrey (fallecido en 1228), obispo de Ely, y Thomas.

### Matrimonio y descendencia
Su esposa era la hija de Domnall Mór Ua Briain, en algún momento rey de Thomond, a quien desposó en 1193. Una genealogía medieval tardía encontrada en el Gran Libro de Lecan (c.1397-1418) registra su matrimonio con una mujer de nombre desconocido, hija de Donmal Mor mac Turlough O'Brien. De Burgh tuvo al menos una hija y tres hijos de identidades conocidas:
- Richard Mór de Burgh, I lord de Connaught y antepasado de los condes de Úlster y de Clanricarde.
- Hubert de Burgh, obispo de Limerick.
- Richard Óg de Burgh, (el menor), sheriff de Connacht.